# Máquina sopladora

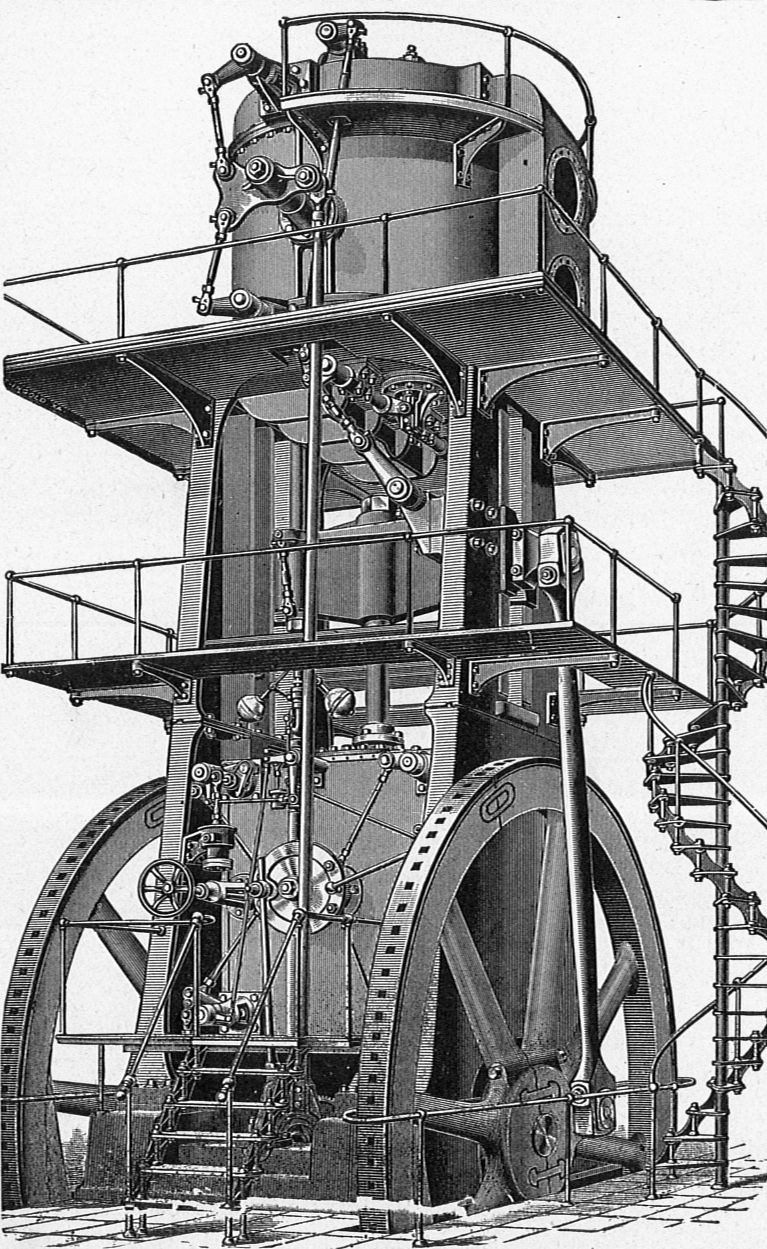
Soplador industrial vertical Allis

Una máquina sopladora o soplador industrial es un sistema de bombeo de aire que consiste en un compresor alternativo accionado por un motor (inicialmente solía ser una máquina de vapor estacionaria, y más adelante se emplearon motores de combustión interna), al que está directamente acoplado. Servían para generar grandes flujos de aire, a una presión inferior a la de un compresor de aire pero superior a la de un ventilador centrífugo.
Se utilizaron principalmente para generar los chorros de aire empleados en distintos tipos de hornos, especialmente en los altos hornos, y en otros procesos de fundición.

## Sopladores de accionamiento hidráulico
Los primeros motores de soplado fueron las casas de soplado, en las que uno o varios fuelles eran accionados por ruedas hidráulicas.
Las fundiciones suelen estar ubicadas cerca del origen de los minerales empleados, y no siempre podían disponer de energía hidráulica aprovechable en las inmediaciones. También existía el riesgo de que la sequía redujera el suministro de agua o de que la demanda del horno aumentase y superara la capacidad de generación hidráulica disponible.
Estas restricciones llevaron a la forma más antigua de máquina de vapor utilizada para generar energía, el motor de retorno de agua. Con este sistema, se usaba una bomba accionada por una máquina de vapor para elevar el agua, que a su vez impulsaba una rueda hidráulica que movía la maquinaria. A continuación, la bomba elevaba otra vez el agua para impulsar de nuevo la rueda. Estas primeras máquinas de vapor solo eran adecuadas para bombear agua, y no podían conectarse directamente a la maquinaria debido a lo irregular de su movimiento.
Los primeros ejemplos prácticos de estos motores se instalaron en 1742 en Coalbrookdale, y en 1765 se optó por este mismo sistema para reforzar la producción en los Carron Ironworks, situados junto al río Clyde.

## Sopladores con máquinas de vapor de balancín

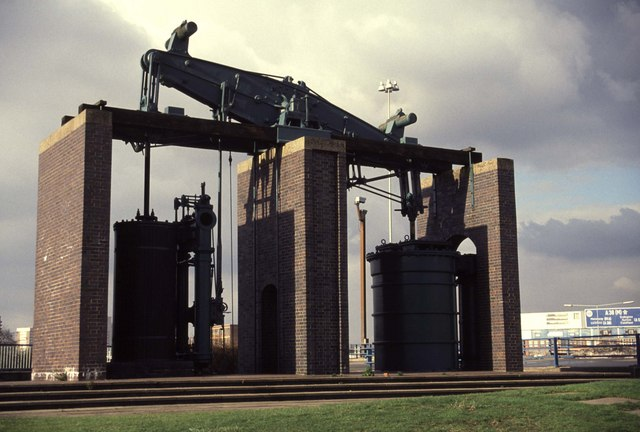
Soplador Boulton & Watt de 1817, utilizado anteriormente en la ferrería de Netherton de MW Grazebrook, conservado en un parterre de la autovía A38 (M) en Birmingham, Reino Unido

Las primeras máquinas de vapor eran motores de balancín, inicialmente del tipo no rotativo (es decir, únicamente alternativo) y más tarde del tipo rotativo (es decir, accionando un volante de inercia). Ambas clases de máquinas se utilizaron como motores de sopladores, generalmente acopladas a un cilindro para bombear aire. Joshua Field, en su descripción de una visita en 1821 a Foster, Rastrick & Co. de Stourbridge, comenta que observó ocho grandes motores de balancín, con uno de 30 hp trabajando con un cilindro soplador de 5 pies de diámetro y 6 pies de carrera.
El posterior uso de motores de balancín rotativos permitió proporcionar una acción más uniforme al soplador. El cilindro de aire todavía era impulsado solo por el balancín, y el volante se usaba únicamente como elemento de inercia, sin impulsar un eje de salida. Un ejemplo sobreviviente muy conocido de este tipo son los motores de balancín emparejados "David & Sampson", conservados en el museo al aire libre de Blists Hill, en Ironbridge Gorge. Se trata de un par de máquinas de vapor de condensación de un solo cilindro, cada una de las cuales impulsaba un cilindro de aire por su propio balancín, pero que compartían el mismo volante de inercia. Destacan por sus arcos decorados con motivos dóricos. Estos sopladores tuvieron una larga vida útil: 50 años en servicio desde 1851 proporcionando el flujo de aire empleado en los hornos de la Lilleshall Company de Priors Lee, y otros 50 años hasta el cierre de la planta como motores de reserva, todavía en funcionamiento ocasionalmente.

## Sopladores semirrotativos
El gran motor de soplado vertical que se ilustra en la parte superior fue construido en la década de 1890 por EP Allis Co. de Milwaukee (que luego formaría parte de Allis-Chalmers). El cilindro de vapor (inferior) mide 42 pulgadas (1,1 m) de diámetro, el cilindro de aire (superior) 84 pulgadas (2,1 m) y ambos contaban con una carrera de 60 pulgadas (1,5 m).
El cilindro de vapor disponía de un sistema de válvulas Reynolds-Corliss, accionado a través de un eje auxiliar impulsado por un engranaje cónico inferior, en ángulo recto con el cigüeñal. Esto significaba que el cigüeñal estaba en ángulo recto con respecto al volante, en lugar de en paralelo como era habitual. Edwin Reynolds fue el diseñador de la compañía Allis y en 1876 había desarrollado una versión mejorada del sistema de válvulas Corliss, con un mecanismo de disparo mejorado capaz de trabajar a velocidades más altas. Las válvulas de aire también eran accionadas por excéntricas desde este mismo eje.
Al igual que en los motores de balancín, la fuerza principal del pistón se transmitía al cilindro de aire mediante una acción puramente alternativa, y los volantes de inercia simplemente servían para regularizar la acción del motor. Para permitir el ajuste, el vástago del pistón de vapor solo llega hasta la cruceta. Por encima se situaban las barras gemelas que impulsaban el pistón de aire. El eje del volante de inercia estaba montado debajo del pistón de vapor, las bielas emparejadas se movían hacia abajo y hacia atrás según el modelo de un motor de biela de retorno.

## Sopladores con motores de combustión interna

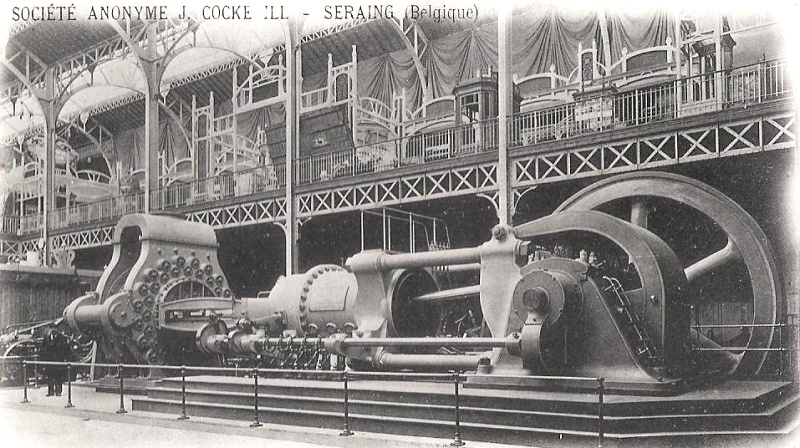
Motor Cockerill de 1900

A finales del siglo XIX, se desarrollaron motores de combustión interna de gas para quemar los gases producidos por los altos hornos, eliminando la necesidad de combustible para las calderas de vapor y aumentando la eficiencia del proceso. Bethlehem Steel fue una de las empresas que empleó esta tecnología. Enormes motores horizontales, generalmente de un solo cilindro, quemaban gas de alto horno. La Sociedad John Cockerill de Bélgica y Körting de Hannover fueron destacados fabricantes de estos motores.
Con posterioridad se han llevado a cabo iniciativas para restaurar algunas máquinas sopladoras, y todavía existen empresas que fabrican e instalan motores de combustión interna de varios cilindros para quemar gases residuales.

## Sustitución por sopladores rotativos
Cuando los altos hornos se reequiparon después de la Segunda Guerra Mundial, la fuente de energía preferida fue el motor diésel o el motor eléctrico. Ambos tenían una salida rotativa, que funcionó bien con el desarrollo de los ventiladores centrífugos, capaces de manejar grandes volúmenes de aire. Aunque el motor alternativo de soplado de vapor continuó donde ya estaba en uso, rara vez se instaló después de la guerra. Estas plantas más antiguas comenzaron a cerrarse en la década de 1950 y el número se redujo drásticamente en todo Occidente durante la década de 1970, de forma que los sopladores alternativos se han hecho cada vez más raros.

## Ejemplos preservados

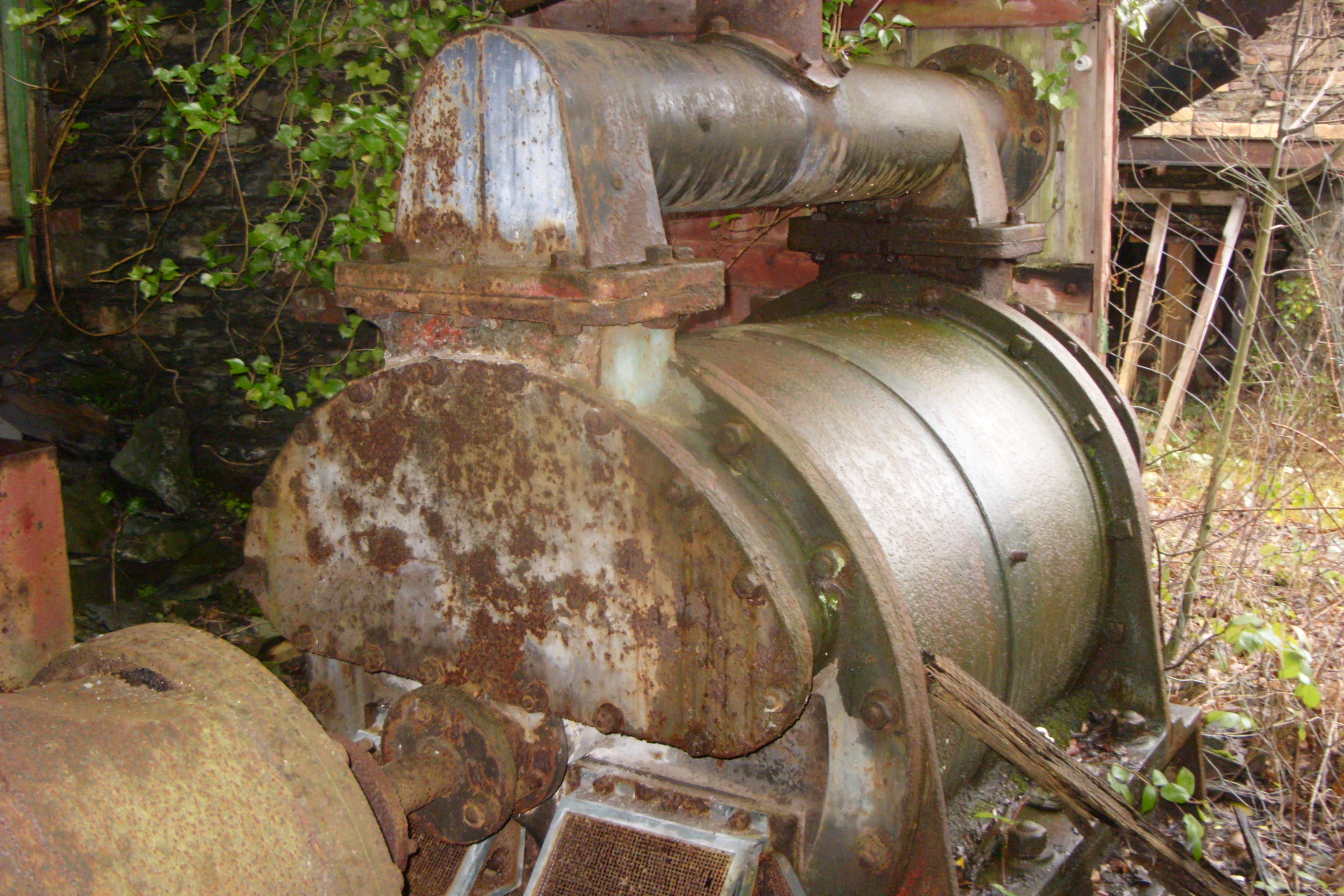
Cilindro de soplado horizontal conectado a una máquina de vapor en la ferrería de Backbarrow

En el museo al aire libre de Blists Hill, Ironbridge Gorge, se pueden ver ejemplos tanto de un soplador accionado por una máquina de vapor de balancín como un motor de soplado vertical. Los motores de balancín "David & Sampson" son monumentos catalogados en el Reino Unido.

Un motor de soplado con una máquina de vapor de balancín de 1817 fabricado por Boulton & Watt, anteriormente utilizado en la fundición de Netherton de MW Grazebrook, ahora decora la plaza de Dartmouth Circus, en un parterre aislado por el tráfico al comienzo de la autopista A38 (M) en Birmingham (ver imagen arriba, ubicación: 52°29′33″N 1°53′17″O / 52.492537, -1.888189)